# Палата достойнейших пэров Португалии
Палата достойнейших пэров Королевства или Палата пэров Португалии (порт. Câmara dos Pares или Câmara dos Digníssimos Pares do Reino) — верхняя палата Генеральных кортесов Португалии. Законодательный орган Королевства Португалия в течение большей части периода конституционной монархии. Членами палаты были пэры Королевства, назначаемые непосредственно на усмотрение португальского монарха.

## История

### Палата пэров (1826—1838)
Палата пэров была создана ещё до Мигелистских войн. Король назначал ряд португальских дворян в палату. Она состояла из 90 пэров, которые не имели права передавать своё членство в палате по-наследству. Но после смерти пэра король мог назначить нового.
С одобрением Конституции Португалии 1826 года была создана Палата достойнейших пэров Королевства, как верхняя палата парламента, начиная с принятия Конституции Португалии 1822 года и заканчивая республиканской революцией 5 октября 1910 года.
Палата существовала с 1826 по 1838 года, а затем с 1842 по 1910 года, тогда она была известна как Палата пэров Королевства (Câmara dos Pares do Reino).

### Первый Сенат(1838—1842)
Палата сенаторов (порт. Câmara dos Senadores) или Сенат — была верхней палатой Генеральных Кортесов — законодательной власти Португальской конституционной монархии — в период, когда действовала Конституция 1838 года. Она заменила предыдущую палату пэров. Когда в 1842 году была восстановлена Конституционная хартия, палата пэров была также восстановлена, а сенат распущен.

### Палата достойнейших пэров Королевства (1842—1910)

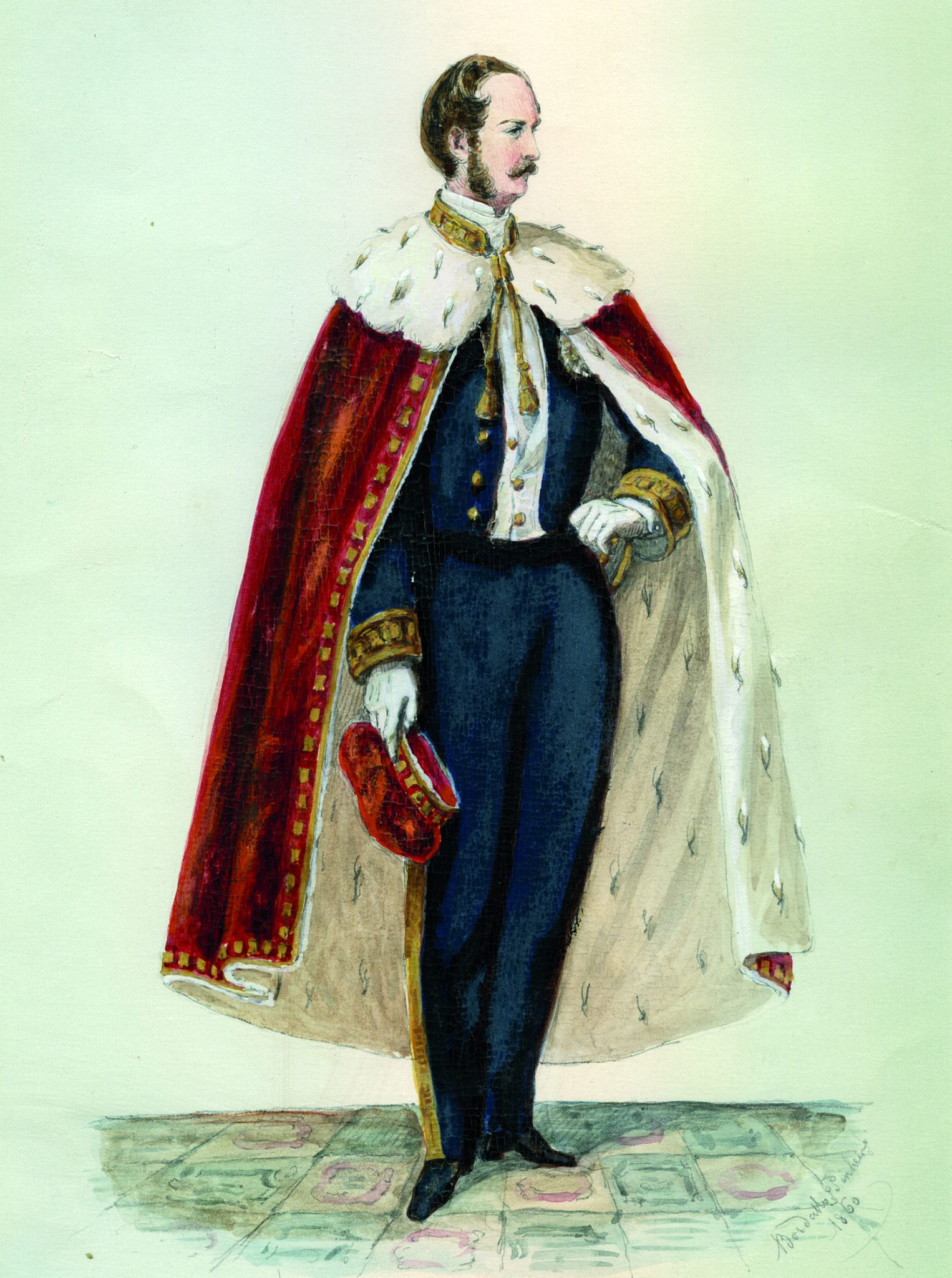
Форменная одежда пэров Королевства (1860)

После восстания против премьер-министра Антониу Бернарду де Кошта Кабрала в 1842 году была восстановлена Конституционная хартия 1826 года, и была восстановлена Палата пэров Королевства. На своем первом заседании 10 июля 1842 года — открытии Генеральных кортесов — Палата пэров начала свои заседания 11 июля, которые будут прерваны только республиканской революцией 1910 года. Его члены и форма конституции менялись с течением времени: независимые пэры (королевский принц, инфанты и церковные пэры) с 1842 по 1910 год; наследственное пэры (упразднено с 1885 по 1895 год); смешанная система выдвижения королевских кандидатур, состоящая из 2/3 членов и 1/3 членов, избираемых на непрямых выборах сроком на 6 лет (с 1885 по 1895 год). Палата пэров, помимо своих законодательных функций, также встречалась в Суде. Законодательная власть продлилась 4 года, а законодательные собрания — 3 месяца. Собрания были открытыми или секретными, днем и ночью.
Собрания проходили во дворце Сан-Бенту. Преемником Палаты пэров был Второй Сенат.